# Turdus poliocephalus
Turdus poliocephalus là một loài chim trong họ Turdidae.